# Адміністративний устрій Саратського району
Адміністративний устрій Саратського району — адміністративно-територіальний поділ ліквідованого Саратського району Одеської області на 1 селищну та 22 сільські ради, які об'єднували 38 населених пунктів та були підпорядковані Саратській районній раді. Адміністративний центр — смт Сарата..
Саратський район був ліквідований 17 липня 2020 року.

## Список радСаратського району
| №  | Назва                                    | Центр                       | Населені пункти                                               | Площа км² | Місце за площею | Населення (2001), чол. | Місце за населенням | Розташування |
| -- | ---------------------------------------- | --------------------------- | ------------------------------------------------------------- | --------- | --------------- | ---------------------- | ------------------- | ------------ |
| 1  | Саратська селищна рада                   | смт Сарата                  | смт Сарата                                                    |           |                 |                        |                     |              |
| 2  | Введенська сільська рада                 | с. Введенка                 | с. Введенка                                                   |           |                 |                        |                     |              |
| 3  | Долинська сільська рада                  | с. Долинка                  | с. Долинка                                                    |           |                 |                        |                     |              |
| 4  | Забарівська сільська рада                | c. Забари                   | c. Забари                                                     |           |                 |                        |                     |              |
| 5  | Зорянська сільська рада                  | c. Зоря                     | c. Зоря                                                       |           |                 |                        |                     |              |
| 6  | Кривобалківська сільська рада            | c. Крива Балка              | c. Крива Балка с. Над'ярне                                    |           |                 |                        |                     |              |
| 7  | Кулевчанська сільська рада               | c. Кулевча                  | c. Кулевча с. Костянтинівка                                   |           |                 |                        |                     |              |
| 8  | Миколаївсько-Новоросійська сільська рада | c. Миколаївка-Новоросійська | c. Миколаївка-Новоросійська                                   |           |                 |                        |                     |              |
| 9  | Мирнопільська сільська рада              | c. Мирнопілля               | c. Мирнопілля с. Кам'янка с. Нова Іванівка с. Нова Плахтіївка |           |                 |                        |                     |              |
| 10 | Михайлівська сільська рада               | c. Михайлівка               | c. Михайлівка                                                 |           |                 |                        |                     |              |
| 11 | Міняйлівська сільська рада               | c. Міняйлівка               | c. Міняйлівка с. Фуратівка                                    |           |                 |                        |                     |              |
| 12 | Надеждинська сільська рада               | c. Надежда                  | c. Надежда с. Благодатне с. Молдове с. Негрове с-ще Пасічне   |           |                 |                        |                     |              |
| 13 | Новоселівська сільська рада              | c. Новоселівка              | c. Новоселівка                                                |           |                 |                        |                     |              |
| 14 | Петропавлівська сільська рада            | c. Петропавлівка            | c. Петропавлівка                                              |           |                 |                        |                     |              |
| 15 | Плахтіївська сільська рада               | c. Плахтіївка               | c. Плахтіївка                                                 |           |                 |                        |                     |              |
| 16 | Розівська сільська рада                  | c. Розівка                  | c. Розівка                                                    |           |                 |                        |                     |              |
| 17 | Ройлянська сільська рада                 | c. Ройлянка                 | c. Ройлянка с. Лугове                                         |           |                 |                        |                     |              |
| 18 | Світлодолинська сільська рада            | c. Світлодолинське          | c. Світлодолинське                                            |           |                 |                        |                     |              |
| 19 | Сергіївська сільська рада                | c. Сергіївка                | с. Сергіївка                                                  |           |                 |                        |                     |              |
| 20 | Старосільська сільська рада              | c. Старосілля               | с. Старосілля с. Семисотка                                    |           |                 |                        |                     |              |
| 21 | Успенівська сільська рада                | c. Успенівка                | с. Успенівка с. Комишівка Перша                               |           |                 |                        |                     |              |
| 22 | Фараонівська сільська рада               | c. Фараонівка               | с. Фараонівка с. Пшеничне                                     |           |                 |                        |                     |              |
| 23 | Ярославська сільська рада                | c. Ярославка                | с. Ярославка с. Великорибальське                              |           |                 |                        |                     |              |

* Примітки: м. — місто, с-ще — селище, смт — селище міського типу, с. — село